# Elezioni presidenziali in Costa d'Avorio del 2010
Le elezioni presidenziali in Costa d'Avorio del 2010 si tennero il 31 ottobre (primo turno) e il 28 novembre (secondo turno).
Le consultazioni videro la vittoria di Alassane Ouattara, ma l'esito del ballottaggio, proclamato dalla Commissione elettorale indipendente e certificato dal rappresentante speciale del segretario generale delle Nazioni Unite per la Costa d'Avorio, fu contestato dal presidente uscente Laurent Gbagbo. Il Consiglio costituzionale dispose così l'annullamento delle elezioni limitatamente ad alcune circoscrizioni e proclamò eletto lo stesso Gbagbo.
Nei giorni seguenti si registrarono duri scontri che provocarono la morte di circa 3.000 persone; il conflitto si concluse l'11 aprile 2011 con l'arresto di Gbagbo, mentre il successivo 6 maggio il Consiglio costituzionale validò i risultati proclamati dalla Commissione elettorale indipendente e proclamò eletto Ouattara.

## Risultati
| Candidati         | Partiti                                                                        | I turno   | I turno | II turno (annullato) | II turno (annullato) | II turno  | II turno |
| Candidati         | Partiti                                                                        | Voti      | %       | Voti                 | %                    | Voti      | %        |
| ----------------- | ------------------------------------------------------------------------------ | --------- | ------- | -------------------- | -------------------- | --------- | -------- |
| Alassane Ouattara | Raggruppamento dei Repubblicani                                                | 1 481 091 | 32,07   | 1 938 672            | 48,55                | 2 483 164 | 54,10    |
| Laurent Gbagbo    | Fronte Popolare Ivoriano                                                       | 1 756 504 | 38,04   | 2 054 537            | 51,45                | 2 107 055 | 45,90    |
| Henri Konan Bédié | Partito Democratico della Costa d'Avorio - Raggruppamento Democratico Africano | 1 165 532 | 25,24   |                      |                      |           |          |
| Albert Mabri      | Unione per la Democrazia e la Pace in Costa d'Avorio                           | 118 671   | 2,57    |                      |                      |           |          |
| Konan Gnamien     | Unione per la Costa d'Avorio                                                   | 17 171    | 0,37    |                      |                      |           |          |
| Francis Wodié     | Partito Ivoriano dei Lavoratori                                                | 13 406    | 0,29    |                      |                      |           |          |
| Siméon Konan      | -                                                                              | 12 357    | 0,27    |                      |                      |           |          |
| Jacqueline Oble   | -                                                                              | 12 273    | 0,27    |                      |                      |           |          |
| Pascal Tagoua     | -                                                                              | 11 674    | 0,25    |                      |                      |           |          |
| Innocent Anaky    | Movimento delle Forze del Futuro                                               | 10 663    | 0,23    |                      |                      |           |          |
| Adama Dolo        | -                                                                              | 5 972     | 0,13    |                      |                      |           |          |
| N'Douba Enoh Aka  | -                                                                              | 5 311     | 0,12    |                      |                      |           |          |
| Félix Akoto Yao   | -                                                                              | 4 773     | 0,10    |                      |                      |           |          |
| Henri Tohou       | Unione Socialista del Popolo                                                   | 2 423     | 0,05    |                      |                      |           |          |
| Totale            | Totale                                                                         | 4 617 821 | 100     | 3 993 209            | 100                  | 4 590 219 | 100      |